# Mephisto (1981)
Mephisto is een Duits-Hongaarse dramafilm uit 1981 onder regie van István Szabó. Het scenario is gebaseerd op de gelijknamige roman uit 1936 van de Duitse auteur Klaus Mann. Szabó won met deze film de Oscar voor beste anderstalige film.

## Verhaal
Tijdens de opkomst van het nazibewind oogst een theateracteur succes met zijn rol in een opvoering van Faust. Zijn vrienden en collega's vluchten voor het nieuwe regime, terwijl zijn eigen populariteit almaar stijgt.

## Rolverdeling
| Acteur                | Personage             |
| --------------------- | --------------------- |
| Klaus Maria Brandauer | Hendrik Höfgen        |
| Krystyna Janda        | Barbara Bruckner      |
| Ildikó Bánsági        | Nicoletta von Niebuhr |
| Rolf Hoppe            | Minister-president    |
| György Cserhalmi      | Hans Miklas           |
| Péter Andorai         | Otto Ulrichs          |
| Karin Boyd            | Juliette Martens      |
| Christine Harbort     | Lotte Lindenthal      |
| Tamás Major           | Oskar H. Kroge        |
| Ildikó Kishonti       | Dora Martin           |
| Sandór Lukács         | Rolf Bonetti          |
| Sári Gencsy           | Bella Höfgen          |
| Zdzislaw Mrozewski    | Professor Bruckner    |
| Martin Hellberg       | Professor Reinhardt   |
| Christian Grashof     | Cäsar von Mack        |
| Teri Tordai           | Laura                 |